# 리갓 하알
리갓 하알(히브리어: ליגת העל)은 이스라엘의 최상위 리그이다.
리갓 하알은 1999년에 만들어졌는데 그 당시의 1부 리그였던 리가 레우밋 (현재는 2부리그) 을 대체하기 위해 이스라엘 축구 연맹이 더 나은 대회를 바라는 마음에서 모든 리그를 개편하면서 만들었다. 첫 시즌에는 14개 팀이 참가했는데, 1998-99 시즌에 리가 레우밋의 1위~13위팀과 리가 아트짓 (그 당시의 2부리그)의 1위팀까지 하여 14개 팀으로 1999-00 시즌을 시작하였다. 이 시즌에는 세팀이 강등하고 한 팀이 승격하여 12팀이 경쟁하는 시스템을 갖추게 되었다.
리그의 1위팀은 UEFA 챔피언스리그 2차예선 진출권을 얻게 되고, 2~3위 팀과 이스라엘 스테이트컵 우승자는 UEFA 유로파컨퍼런스리그 2차예선 진출권을 얻게 된다. 만약 스테이트컵 우승 팀이 1~3위 팀이라면 진출권은 4위팀으로 넘어가게 된다.

## 2023-2024 시즌 클럽
- 베이타르 예루살렘 FC
- 브네이 사크닌 FC
- 브네이 예후다 텔아비브 FC
- FC 아슈도드
- 하포엘 아크리 FC
- 하포엘 베르셰바 FC
- 하포엘 하이파 FC
- 하포엘 페타티크바 FC
- 하포엘 텔아비브 FC
- 하포엘 이로니 키르야트시모나 FC
- 이로니 라마트하샤론 FC
- 이로니 리숀레지온 FC
- 마카비 하이파 FC
- 마카비 네타냐 FC
- 마카비 페타티크바 FC
- 마카비 텔아비브 FC

## UEFA 랭킹
2010년 UEFA 리그 랭킹
- 18  체코 퍼스트리그
- 19  오스트리아 분데스리가
- 20  이스라엘 프리미어리그
- 21  키프로스 퍼스트리그
- 22  노르웨이 프리미어리그
- 전체 목록

## 같이 보기
- 이스라엘 축구 국가대표팀